# Ata de Chapultepec

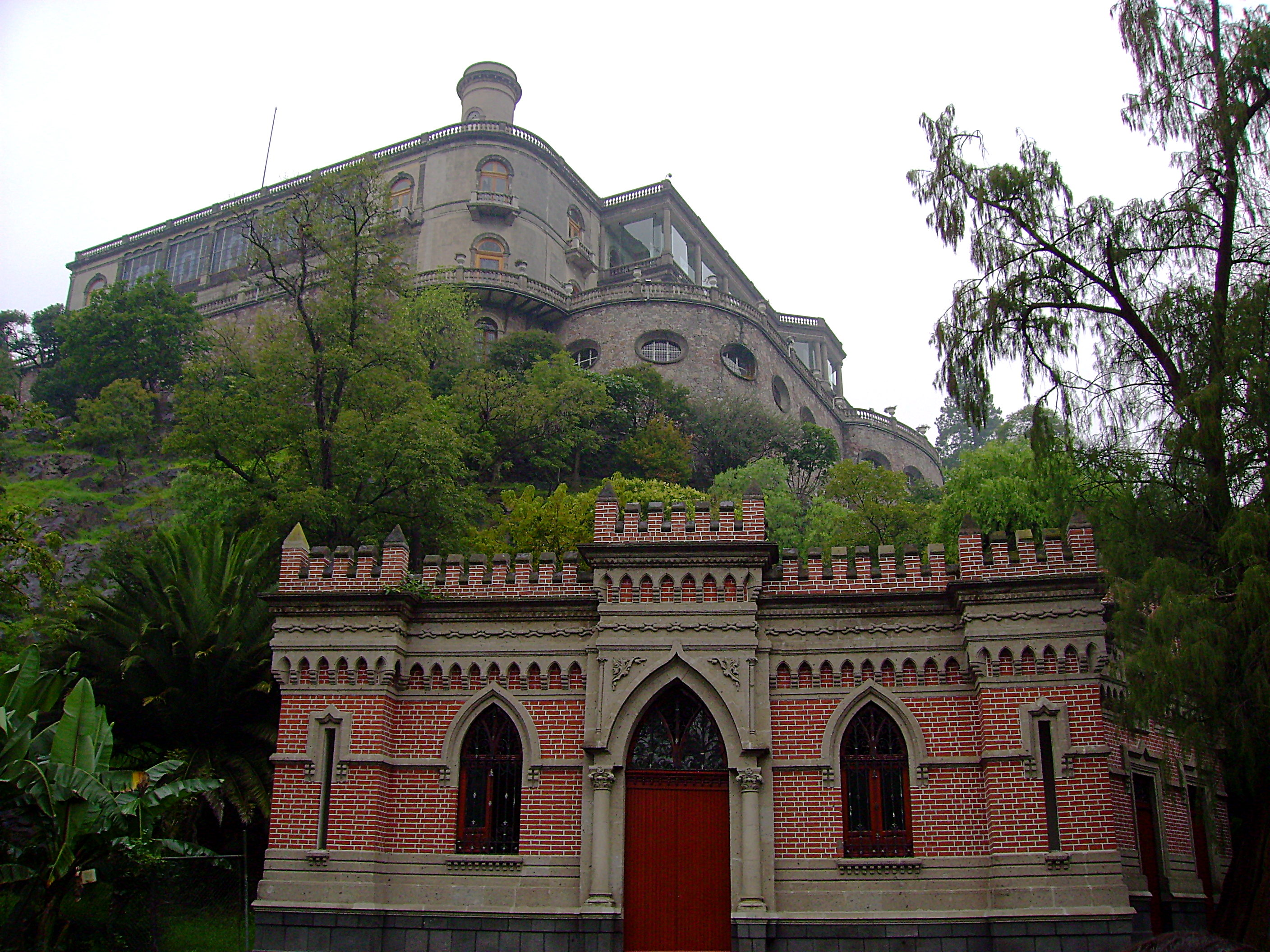
O Castelo de Chapultepec, no monte do mesmo nome na Cidade do México, onde se realizou a Conferência e se assinou a Ata de Chapultepec.

Ata de Chapultepec foi uma declaração de solidariedade interamericana firmada na Cidade do México, em 6 de março de 1945.
A acta proclamava que a agressão perpetrada contra qualquer Estado americano seria considerada como dirigida contra todos os signatários.
A Argentina não assistiu à conferência, mas concedeu o seu apoio formal à declaração, no dia 27 de março de 1945.